# MASM
Microsoft Macro Assembler (MASM) — асемблер для архітектури x86 під операційну систему Microsoft Windows, що використовує синтаксис Intel. Поточна версія MASM існує у двох різновидах: для 16- і 32-бітного коду і для 64-бітного (ML64).
До версії 6.12 був окремим продуктом Microsoft. Зараз він включений до складу різних компіляторів і середовищ розробки компанії.

## Історія
Перші версії MASM з'явилися у 1981 році. До версії 5.0 MASM був доступний тільки для операційних систем MS DOS. Версії 5.1 і 6.0 розроблялися крім MS DOS також і для OS/2.
Версія 6.0, яка була випущена у 1992 році була першою версією, що включала підтримку програмування на більш високому рівні і більш C-подібний синтаксис. В кінці цього року з'явилася версія 6.1A, в якій було додано підтримку керуванням пам'яті, що була сумісна з Visual C++. У 1993 році було додано повну підтримку 32-бітного режиму і всього набору інструкцій процесора Pentium. Виконуваний файл MASM у той час постачався як «бі-модальний» DOS-розширений файл (використовуючи TNT DOS extender від Phar Lap).
Версії 6.12-6.14 були реалізовані як патчі до версії 6.11. Вони змінили тип виконуваного файлу MASM у власний формат Windows PE — і, зрештою, 6.11 була останньою версією з можливістю запуску на MS DOS.
Кінець-кінцем 1997 року MASM мав повну підтримку Windows 95 і включав деякі інструкції, специфічні для AMD.
У 1999 році представила набір інструкцій SIMD і MMX, які невдовзі після цього став підтримувати і MASM. З випуском версії 6.15, Microsoft припинила підтримку MASM як окремого продукту і включила його до інструментарію Visual Studio. Підтримки 64-бітного режиму в MASM не було до випуску Visual Studio 2005, де MASM отримав номер версії 8.0. Сьогодні MASM продовжує використовуватися на платформі Win32, попри конкуренцію з такими новими продуктами, як NASM, FASM, TASM, HLASM.

## Приклади програм
Програма Hello World на MASM32.
```
    
.386

    
.model
 
flat
,
 
stdcall

    
option
 
casemap
 
:
none

    
include
 
\
masm32
\
include
\
masm32.inc

    
include
 
\
masm32
\
include
\
kernel32.inc

    
include
 
\
masm32
\
macros
\
macros.asm

    
includelib
 
\
masm32
\
lib
\
masm32.lib

    
includelib
 
\
masm32
\
lib
\
kernel32.lib

    
.code

    
start:

      
print
 
"
Hello
 
world
"

      
exit

    
end
 
start

```

Приклад тієї ж програми на мові MASM версії 4.0 для процесора Intel 8086.
```
include
 
io.asm

   
data
 
segment

        
x
 
db
 
'
Hello
 
world
!
'
,
 
'
$
'

   
data
 
ends

  
stack
 
segment
 
stack

        
db
 
128
 
dup
 
(
?
)

  
stack
 
ends

   
code
 
segment

        
assume
 
cs
:
 
code
,
 
ds
:
 
data
,
 
ss
:
 
stack

 
start:
 
mov
 
ax
,
 
data

        
mov
 
ds
,
 
ax

        
lea
 
dx
,
 
x

        
outstr

        
finish

   
code
 
ends

        
end
 
start

```

Приклад тієї ж програми для MS-DOS на мові MASM версії 6.1 для процесора Intel 8086.
```
    
.model
 
tiny

    
.code

    
.startup

    
mov
 
dx
,
 
offset
 
Hello

    
mov
 
ah
,
 
9

    
int
 
21
h

    
.exit

    
Hello
 
db
 
'
Hello
 
world
!
$
'

    
end

```

## Програми сторонніх розробників, що підтримують MASM

### Інтегровані середовища розробки
- Microsoft Visual Studio
- RadASM[1]
- WinAsm Studio[2]
- EasyCode[3]

### Налагоджувачі
- OllyDbg[4]

### Дизасемблери
- IDAPro